# Mariene ecoregio Kermadec-eiland
De Mariene ecoregio Kermadec-eiland (195) (Engels: Kermadec Island marine ecoregion) is een biogeografische regio en ligt in het zuidwesten van de Grote Oceaan in de Mariene provincie Noordelijk Nieuw-Zeeland (53) in het Marien rijk Gematigd Australazië. De mariene ecoregio is vastgesteld door het World Wide Fund for Nature en The Nature Conservancy en is vernoemd naar de Kermadeceilanden.
Het gebied grenst niet aan andere mariene ecoregio's. Naar het zuidwesten ligt de mariene ecoregio Noordoostelijk Nieuw-Zeeland (196).

## Geografie
De mariene ecoregio ligt in het zuidwesten van de Grote Oceaan rond de Kermadeceilanden ten noordoosten van Nieuw-Zeeland.

## Biogeografie
Het gebied kent zeeleven dat houdt van gematigde temperaturen.